# Рыхлик, Бржетислав
Бржетислав Рыхлик (чеш. Břetislav Rychlík; 23 июля 1958, Угерске-Градиште, ЧССР) — чешский актёр, режиссёр, сценарист, журналист, эссеист, педагог и политик.

## Биография
Изучал инженерное дело в университете. Работал рабочим на сельскохозяйственной фирме, был работником сцены. Начал свою карьеру в местном театре, был актёром региональных театров. Выступал на сцене театра в Брно.
С 1982 года — актёр и режиссёр чешской театральной студии «HaDivadlo» в Брно и гостевой режиссёр в других чешских театрах. Снимался в кино и на телевидении. Сыграл в более, чем 15 кино- и телефильмах.
В 1990—1994 годах преподавал в Академии музыки имени Яначека. Со второй половины 1990-х годов занимается преимущественно документалистикой, снял более 60 документальных фильмов. С 1997 года драматург чешского телевидения.
Печатается в чешской периодике. В 2001 году Рыхлик издал сборник эссе «Закат подвод в Чехии».
В 2015 году представил кинопрограмму специальной чешской платформы на Книжном арсенале в Киеве. В 2016 году стал режиссёром пьесы Вацлава Гавела «Санация».
Избран в Сенат Чешской Республики на выборах 2024 года как беспартийный кандидат от коалиции SPOLU (ODS, TOP 09 и KDU-ČSL), поддержанный во втором туре Пиратской партией, Партией зелёных, социал-демократическим движением Idealisté и движением Fakt Brno, победив кандидатку от движения ANO Карин Подивинскую с 67,8% голосов. 

## Избранная фильмография
Актёр
- Dedictví aneb Kurvaseneríká (2014)
- Bella mia (2013)
- Zdivocelá zeme (ТВ-сериал, 2001)
- O Drzgreslovi a Drzdukátovi (ТВ-сериал, 1997)
- Bumerang (1997)
- Drákuluv svagr (ТВ-сериал, 1967)
- Kaspar Hauser (1993)
- Petka s hvezdickou (1987)
- Hori (ТВ-сериал, 1982)

Режиссёр и сценарист
- Quiet Happiness (1985)
- Pětka s hvězdičkou (1985)
- Vojtěch, řečený sirotek (1989)
- Pražákům, těm je hej (1990)
- The Inheritance or Fuckoffguysgoodday (1992)
- …ani smrt nebere (1996)
- Dědictví aneb Kurva se neříká (2014)

## Награды
Один из лауреатов престижной Европейской премии (1994). Награждён рядом международных и отечественных премий за свой фильм о Холокосте, роман «Ó, ty černý ptáčku» (1997) (Москва — Золотой победитель 1997, Фестиваль академических фильмов (Оломоуц, 1997; Пьеро — Гран-при 1997 года, FITES — Почётное упоминание 1997 года).
Его часовой документальный фильм о жизни семи стариков в Белых Карпатах «Jeden rok» получил одну из главных наград на фестивале в Кракове и премию Vox Humana в 1999 году.
Лауреат премии Novinářská křepelka (1992).